# Paepalanthus chiapensis
Paepalanthus chiapensis är en gräsväxtart som beskrevs av Harold Norman Moldenke. Paepalanthus chiapensis ingår i släktet Paepalanthus och familjen Eriocaulaceae. Inga underarter finns listade i Catalogue of Life.